# Sun Prairie (condado de Dane, Wisconsin)
Sun Prairie es un pueblo ubicado en el condado de Dane en el estado estadounidense de Wisconsin. En el Censo de 2010 tenía una población de 2326 habitantes y una densidad poblacional de 29,82 personas por km².

## Geografía
Según la Oficina del Censo de los Estados Unidos, Sun Prairie tiene una superficie total de 78 km², de la cual 78 km² corresponden a tierra firme y (0%) 0 km² es agua.

## Demografía
Según el censo de 2010, había 2326 personas residiendo en Sun Prairie. La densidad de población era de 29,82 hab./km². De los 2326 habitantes, Sun Prairie estaba compuesto por el 90.54% blancos, el 2.06% eran afroamericanos, el 0.43% eran amerindios, el 4.17% eran asiáticos, el 0% eran isleños del Pacífico, el 2.06% eran de otras razas y el 0.73% pertenecían a dos o más razas. Del total de la población el 4.26% eran hispanos o latinos de cualquier raza.